# John Rodrigues
John Rodrigues (ur. 21 sierpnia 1967 w Bombaju) – indyjski duchowny rzymskokatolicki, biskup pomocniczy Bombaju w latach 2013–2023, biskup diecezjalny Puny w latach 2023–2024, arcybiskup koadiutor Bombaju w latach 2024–2025, arcybiskup metropolita bombajski od 2025.

## Życiorys
Święcenia kapłańskie otrzymał 18 kwietnia 1998 i został inkardynowany do archidiecezji bombajskiej. Po krótkim stażu wikariuszowskim został sekretarzem arcybiskupim, zaś po uzyskaniu w 2002 dyplomu licencjackiego z teologii systematycznej rozpoczął pracę w instytucie św. Piusa X. W kwietniu 2013 otrzymał nominację na rektora tej uczelni.
15 maja 2013 został mianowany biskupem pomocniczym Bombaju ze stolicą tytularną Deultum. Sakry biskupiej udzielił mu 29 czerwca 2013 kard. Oswald Gracias.
25 marca 2023 papież Franciszek mianował go biskupem diecezjalnym Puny. Ingres odbył 24 maja 2023.
30 listopada 2024 ten sam papież przeniósł go na urząd arcybiskupa koadiutora archidiecezji bombajskiej. 25 stycznia 2025, po przyjęciu przez papieża rezygnacji kardynała Oswalda Graciasa, został arcybiskupem metropolitą Bombaju. Paliusz otrzymał z rąk papieża Leona XIV w dniu 29 czerwca 2025.